# مي يانغ
مي يانغ (24 يناير 1989 في الصين - ) (بالصينية: 米杨) هي لاعبة كرة طائرة الصين في مركز ممرر ‏. شاركت في الألعاب الأولمبية الصيفية 2012.

## وصلات خارجية
- مي يانغ على موقع اللجنة الأولمبية الدولية (الإنجليزية)
- مي يانغ على موقع أوليمبيديا (الإنجليزية)
- مي يانغ على موقع اللجنة الأولمبية الصينية (الإنجليزية)